# RFC
Az RFC (az angol Request For Comments rövidítése, magyarul: ’kéretik megkritizálni’) olyan dokumentum, amelyet egy új Internet-szabvány beiktatásakor adnak közre. Az új szabvány első tervezete saját számmal kerül a nyilvánosság elé; egy adott időtartamon belül bárki hozzászólhat. Ezeket a hozzászólásokat rendszerezik, majd többszöri módosítás után a szabványtervezetet elfogadják vagy eldobják.
Néhány RFC alkalmazásszintű protokollokat definiál, míg mások sokkal általánosabb témákat. A név eredete a múlt ködébe vész: az 1970-es évek végén, amikor az RFC-k elindultak, még tényleg csak feljegyzések szerepét töltötték be. Azóta a szabványosító szervezet (az IETF) jóval szigorúbban veszi az RFC-k kiadását.

## Fontosabb RFC-k
- RFC 765 File Transfer Protocol (Ftp)
- RFC 768 User Datagram Protocol (UDP)
- RFC 791 Internet Protocol (IP)
- RFC 792 Internet Control Message Protocol (ICMP)
- RFC 793 Transmission Control Protocol (TCP)
- RFC 822 Fejléc-, dátum- és időformátumok
- RFC 826 Address Resolution Protocol (ARP)
- RFC 903 Reverse Address Resolution Protocol ( RARP)
- RFC 1034 és RFC 1035 Domain Name System (DNS)
- RFC 1766, RFC 3066 Tags for the Identification of Languages, 
  - RFC 4646, RFC 5646 Tags for Identifying Languages
  - RFC 4647 Matching of Language Tags
- RFC 1939 Post Office Protocol (POP3)
- RFC 2068 Hypertext Transfer Protocol (HTTP 1.1)
- RFC 2821 Simple Mail Transfer Protocol (SMTP)

## Vicces nem valós RFC-k
Az évek során hagyománnyá vált az április elsejei bolondok napjáról nem valós „RFC”-kkel megemlékezni. Ezek viccesebbjeiből egy válogatás (a teljes műélvezethez némi angoltudás nem árt):
- RFC527 ARPAWOCKY
- RFC748 Telnet RANDOMLY-LOSE option
- RFC968 Twas the night before start-up
- RFC1149 A Standard for the transmission of IP datagrams on avian carriers
- RFC1437 The Extension of MIME Content-Types for a New Medium
- RFC1605 SONET to Sonnet Translation
- RFC1882 The 12-Days of Technology Before Christmas
- RFC1925 The Twelve Networking Truths
- RFC2324 Hyper Text Coffee Pot Control Protocol (HTCPCP/1.0)
- RFC2410 The NULL Encryption Algorithm and Its Use With IPSec
- RFC2549 IP over Avian Carriers with Quality of Service (kiegészítés az RFC1149-hez)
- RFC2550 Y10K and Beyond
- RFC2795 The Infinite Monkey Protocol Suite (IMPS)
- RFC3093 Firewall Enhancement Protocol (FEP)
- RFC3251 Electricity over IP
- RFC3514 The Security Flag in the IPv4 Header